# خبرگزاری اعماق
اعماق منبع نشر و توسعه اخبار است که بنا به گفته روزنامه نیویورک تایمز وابسته به داعش است. این سازمان در جریان محاصره شهر کوبانی در سال ۲۰۱۴ شروع به کار کرد و تا امروز یکی از منابع اخبار مربوط به فعالیت‌های این سازمان است.